# Lhtakoh
Lhtakoh (Red Bluff, Quesnel), banda Carrier Indijanaca koja pripada plemenskom vijeću od Carrier Chilcotin iz Britanske Kolumbije, Kanada, koje čine s bandama Lhoosk’uz, Tl’esqo (ili Toosey; banda Chilcotina), i Ulkatchot’en.
Bande Lhk'acho (u egleskom poznati kao Ulkatcho), Lhoosk'uz (engl. Kluskus), Ndazkoh (engl. Nazko), i Lhtakoh (ili Quesnel) govore Blackwater dijalektima, a njihov tradicionalni kolektivni poznati naziv je Naskoten (ili Naskotin). 
Danas žive u četiri rezervata: Dragon Lake 3, Quesnel 1, Rich Bar 4 i Sinnce-Tah-Lah 2.